# Roberto De Feo
Pour les articles homonymes, voir Feo.
Roberto De Feo, né le 8 août 1981 à Bari (Pouilles), est un réalisateur et scénariste italien.

## Biographie
En 2019, il réalise son premier long métrage Le Domaine, qui est présenté en première mondiale sur la Piazza Grande au Festival du film de Locarno 2019, suscitant l'intérêt des critiques et du public. Pour ce même film, il reçoit également une nomination aux Rubans d'argent 2019 en tant que meilleur réalisateur débutant. Le film sort en Italie le 15 août 2019, distribué dans environ 260 salles de cinéma, marquant le record du meilleur démarrage pour un film d'épouvante italien au Box Office national. Dans les mois qui suivent sa sortie, le film est vendu en France, en Espagne, en Angleterre, en Écosse, au Pays de Galles, en Irlande du Nord, en Russie, au Japon, en Pologne, aux Pays-Bas, en Belgique, au Luxembourg, à Taïwan et au Brésil,. En Espagne, le film intitulé La maldición de Lake Manor rapporte 227 565 000 € en totalisant 34 246 entrées pendant la pandémie de Covid-19.
En 2020, il coréalise son deuxième long métrage A Classic Horror Story avec Matilda Lutz. Le film est un film diffusé par Netflix et  produit par Colorado Film. Le film obtient une nomination au David di Donatello 2022, dans la catégorie Meilleurs effets visuels Vfx. Sorti le 14 juillet, lors de sa première semaine, A Classic Horror Story se hisse sur le podium des films les plus vus sur Netflix dans le monde. En juillet 2021, le New York Times a classé A Classic Horror Story dans les cinq meilleurs films d'horreur à regarder en ligne.
Le 26 avril 2023, son premier roman d'épouvante intitulé L'innocenza del Buio est publié par Sperling & Kupfer, l'éditeur italien de Stephen King. Le roman est coécrit avec Lucio Besana.

## Filmographie

### Réalisateur et scénariste
- 2019 : Le Domaine (Il nido)
- 2021 : A Classic Horror Story